# 기독교민주연합-체코슬로바키아 인민당
기독교민주연합-체코슬로바키아 인민당(체코어: Křesťanská a demokratická unie-Československá strana lidová, KDU–ČSL, 영어: Christian and Democratic Union-Czechoslovak People's Party)은 체코의 보수 정당으로, 1919년 설립되었다. 2017년, 2018년 총선거 결과, 체코 상원의 경우 시장과 독립에 이어 제3당인 반면 체코 하원의 경우 자유와 직접 민주주의에 이어 제5당이다. 1920~30년대에는 거대 정당 중 하나였으나, 체코의 민주화 이후에는 시민민주당에 밀려 군소정당으로 전락하였다.

## 로고

### 기본 로고

1938년까지
1945년-1992년
1992년-2012년
2012년-현재

### 선거 로고

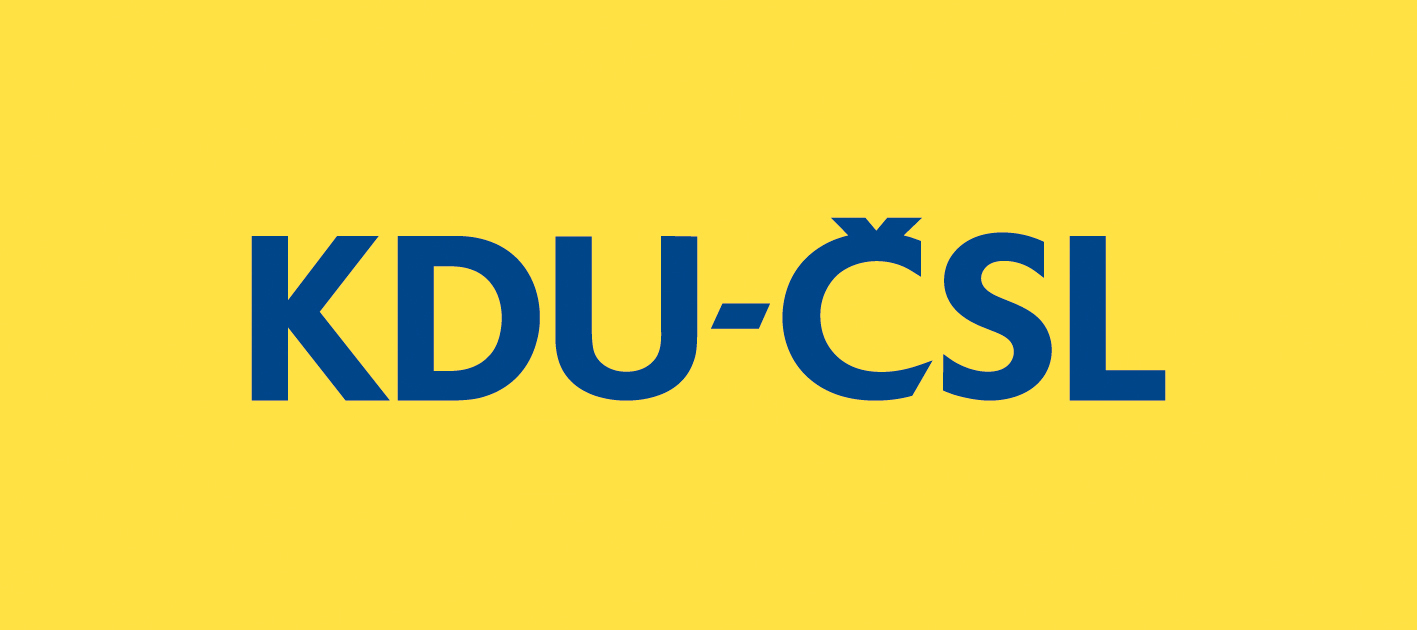
2006년-2012년
2024년-현재